# Atokos
Atokos (gr. Άτοκος) – mała wyspa grecka na Morzu Jońskim wchodząca w skład archipelagu Wysp Jońskich, jedna z najbardziej na zachód wysuniętych wysp tego archipelagu.

## Położenie
Wyspa położona jest 9 km w kierunku NE od Itaki, 8 km w kierunku SW od Kastos oraz nieco na NE od szlaku żeglugowego i przeprawy promowej łączącej włoskie Brindisi we Włoszech i grecką Patrę na Peloponezie.
Administracyjnie Atokos znajduje się w jednostce regionalnej Itaka, w regionie Wysp Jońskich.

## Geografia
Atokos ma powierzchnię 4,4 km². Wyspa ma kształt nieregularny, lekko wydłużony, o dług. wzdłuż osi NE-SW ok. 3,7 km i szerokości do ok. 2,0 km wzdłuż osi NW-SE (wymiary wg Google Maps). Wyspa ma górzystą powierzchnię. Najwyższe, bezimienne wzniesienie na wyspie ma wysokość 334 m n.p.m., dwa kolejne zaś pod względem wysokości - również nienazwane - nie przekraczają 300 m n.p.m. (zob. Google Maps - teren). Stoki wzniesień są łagodniejsze od strony NW, a bardziej strome od południa. Brzegi wyspy w większości są trudno dostępne, klifowe, obfitujące w groty i jaskinie dostępne tylko od strony morza. Dostęp do wyspy jest łatwiejszy od strony kilku wąskich, kamienisto-żwirowych plaż, które wcinają się między otaczające klify, zwłaszcza w obrębie niewielkich zatok. Jednymi z łatwiejszych podejść dla żeglarzy odwiedzających Atokos jest tzw. Zatoka Jednego Domu (ang. One House Bay) po wschodniej stronie wyspy i Zatoka Klifowa (ang. Cliff Bay) po stronie południowej.
W 2011 na wyspie nie było mieszkańców.
Atokos jest prywatną wyspą należącą do morskiego potentata Panayiotisa Tsakosa.
Na wyspie znajdują się dwa budynki - oba stojące nad Zatoką Jednego Domu. Jednym z nich jest mała kapliczka, dobrze utrzymana i stale otwarta dla zwiedzających. Oprócz niej, położony nieco wyżej na wyspie, znajduje się prosty, dwupiętrowy dom, nadający zatoce swoją nazwę. Dom jest zamknięty, ale nadaje się do zamieszkania - prawdopodobnie jest używany przez członków rodziny właściciela wyspy, którzy czasami odwiedzają wyspę.
Wyspa była dostępna na rynku nieruchomości w 2015 r. za 45 mln euro z przeznaczeniem pod infrastrukturę hotelową. Wyspa znajduje się na obszarze Natura 2000 i znajduje się w pobliżu wyspy Oxia, która w 2013 r. została tanio sprzedana szeikowi Hamadowi ibn Chalifa Al Sani, emirowi Kataru, za 4,9 mln euro.

## Fauna i flora
Na wyspie stale przebywa stado kóz doglądane okresowo przez pasterza za zgodą właściciela wyspy. Stwierdzono tu także występowanie szczurów śniadych (Rattus rattus).
Atokos wraz z okolicznymi wyspami stanowi miejsce żerowania i zimowania niektórych ptaków drapieżnych, jak: sęp kasztanowaty (Aegypius monachus), orlik grubodzioby (Clanga clanga), orzeł cesarski (Aquila heliaca). W latach 80. XX wieku na wyspie i w wodach wokół wyspy widywane były osobniki zagrożonego gatunku ssaka płetwonogiego, mniszki śródziemnomorskiej (Monachus monachus). Niewielka populacja tych fok prawdopodobnie żyje tam również współcześnie, co potwierdzają niektóre informatory turystyczne.
Cały obszar wyspy objęty jest ochroną w ramach programu Natura 2000. Atokos, obok innych małych Wysp Jońskich (Kalamos, Ereikoussa, Antipaxoi), jest zaliczany przez naukowców do centrów bioróżnorodności (ang. biodiversity hotspots), czyli obszarów o wysokim zróżnicowaniu występujących tu gatunków, które są zagrożone działalnością człowieka. Na Atokos stwierdzono występowanie 234 gatunków roślin, spośród których 8 gatunków jest endemitami Grecji, natomiast 1 gatunek jest endemitem typowym dla Wysp Jońskich.

## Historia
Wyspa po raz pierwszy została zasiedlona przez ludzi prawdopodobnie w I tysiącleciu p.n.e., jednak brak jest dostatecznych badań archeologicznych na ten temat.
Niektórzy badacze wiążą Atokos ze starożytną wyspą Aegilips lub Aigilips (gr. Αἰγίλιψ) położoną ma Morzu Jońskim w pobliżu Itaki. Aegilips była wymieniona przez Homera w II księdze Iliady (VIII/VII w. p.n.e.) jako należąca do królestwa Odyseusza.
12 grudnia 1917 r. w pobliżu wyspy Atokos został zaatakowany niecelnie niemiecką torpedą D’Entrecasteaux – francuski krążownik pancernopokładowy zwodowany w 1896 r. Okręt ten od 1927 r. służył w polskiej marynarce jako hulk szkolny pod nazwą ORP Bałtyk.

## Czasy współczesne
Odwiedzający wyspę mają zgodę właściciela na gościnne przebywanie na niej, pod warunkiem pozostawienia po sobie porządku. Wyspa nie ma regularnych połączeń promowych z żadnym portem i jest osiągalna tylko drogą morską na prywatnych łodziach. Brak jest tu również lotnisk i lądowisk dla helikopterów.